# トーリン・オーケンシールド
トーリン・オーケンシールド（Thorin Oakenshield）ことトーリン2世 （Thorin II、 第三紀2746年 - 2941年）はJ・R・R・トールキン小説『ホビットの冒険』の登場人物。『指輪物語』、『終わらざりし物語』にも言及がある。トーリンの父は、エレボールより流離の身となったドゥリンの一族の王スライン2世であり、祖父は「山の下の王」スロールである。トーリンは13人のドワーフ一行の長として、エレボールのドラゴン、スマウグから先祖の宝を奪回すべく旅に出た。トーリンが最も取り戻したいと欲していたのはアーケン石と呼ばれるドゥリンの一族の家宝であった。

## 特徴
トーリンは挙措尊大で厳格な王であると描写されている。195歳（ドワーフの寿命は約250年）。歌と竪琴の演奏に秀で、首には黄金の鎖をし、「長鬚族」の王にふさわしくその鬚は非常に長い。彼の頭巾は青空色。彼は青の山脈（エレド・ルイン）の住処を「流離の身の侘び住い」と呼び、一族の悲運への憤懣とスマウグへの復讐の念を忘れることはなかった。エレボールへの遠征途上、いにしえのゴンドリンで作られたエルフの名剣オルクリストを手に入れる。彼は勇敢かつ有能な戦士でもあったが、頑固で高慢、復讐心に燃え、彼の先祖の財宝に対する貪欲、中でもアーケン石に対する激しい所有欲は、『ホビットの冒険』における悲劇を生んだ。

## 作品中のトーリン

### ホビットの冒険
『ホビットの冒険』において、トーリンとその仲間の12人のドワーフは、魔法使いのガンダルフの薦めに従ってホビット村の袋小路屋敷のビルボ・バギンズ を訪れ、先祖の財宝をスマウグから奪回するためにビルボを「忍びの者」として雇う。トーリンが特に取り戻したいと熱望していた宝は、山の精髄とも呼ばれるアーケン石という宝石であった。
トーリンはトロールとの遭遇のエピソードで、他のドワーフたちと違い状況把握が出来ており無抵抗に捕らえられることはなく、ガンダルフと共にゴブリンと勇猛に戦った。だが、その後闇の森では森のエルフに真っ先に捕らえられてしまい、地下牢に監禁される。ドワーフたちはビルボの策により樽の中に隠れてエルフ王の館から逃れ、樽に入ったまま川を下り湖の町エスガロスに辿り着く。トーリンは町の統領の宴会の場に乗り込み、「わしは、山の下の王、スロールのむすこスラインの、そのむすこトーリンじゃ！いまもどってまいった！」と名乗りをあげた。
エスガロスを襲ったスマウグはバルドの射た弓によって殺されたが、エスガロスの被った被害をスマウグの宝の一部で贖うことを求められたトーリンは、これを拒絶した。トーリンはビルボがスマウグの宝の山からアーケン石をこっそり盗み、エルフ王スランドゥイルとバルドとの交渉の切り札として使ったことに激怒する。トーリンが親族の鉄の足ダインの援軍を得て、ドワーフ対人間とエルフの戦いが勃発した直後、ゴブリンとオオカミの急襲を受け、ドワーフたちは一転、エルフと人間と共に共通の敵であるゴブリンとオオカミと戦い、この五軍の合戦において勝利する。しかし戦いの最中、トーリンは致命傷を負ってしまう。今際にトーリンはビルボと和解する。
トーリンは、トロルの洞穴の中で、かつてゴンドリンのエルフがオークとの戦いのために作った名剣、オルクリストを手に入れる。闇の森のエルフ王に囚われた時に取り上げられてしまうが、死後彼のもとに返され、墓の上に置かれた（アーケン石はトーリンの胸にのせられ、彼とともに葬られた）。オルクリストの刃は、敵が近づけば闇に輝き、ドワーフの砦は敵の不意打ちに遭うことはなかったという。トーリンの跡はダインが継ぎ、山の下の王として即位した。

### 指輪物語
『王の帰還』の追補編AのIIIでドゥリンの一族の歴史が概説されており、トーリンの経歴についてもより詳しく述べられている。 トーリンは 第三紀2746年に生まれた。2770年にはドラゴンのスマウグにより、はなれ山（エレボール）の故郷を追われ、流離の身となる。2799年のアザヌルビザールの戦いの時、トーリンはまだドワーフとしては若年の53歳であったが、ドワーフ軍に参加しモリアの東門のもとにあるアザヌルビザール（エルフ語ではナンドゥヒリオン）へと行軍した。戦いの最中、トーリンは割れた盾を投げ捨て、斧でオークの枝を切り落とし、それを盾または棍棒代わりに使った。これがオーケンシールド（オークの盾）という名前の由来である。

### 終わらざりし物語
『終わらざりし物語』（Unfinished Tales）の下巻に収められている「エレボールへの遠征」では、追補編に収められなかったトーリンに関するエピソードが語られている。ガンダルフがトーリンと出会った経緯、またビルボを採用することをめぐってのガンダルフとトーリンの議論は、ビルボの視点から書かれた『ホビットの冒険』とは全く異なった視座を読者に供するものである。

## 翻案
1977年の映画において、トーリンの声はハンス・コンリードが担当した。1982年のコンピュータゲームでは、トーリンは人工知能制御された登場人物となっており、プレイヤーがしばらく何もしないでいると黄金について歌い出すことで有名。このゲームはゴールデン・ジョイスティック賞を受賞した。2003年のコンピュータゲーム『ホビットの冒険 ロード オブ ザ リング はじまりの物語』では、トーリンの声はクライヴ・レヴィルが担当。
ピーター・ジャクソン監督の『ロード・オブ・ザ・リング』のスペシャル・エクステンデッド・エディションにおいて、ガンダルフはビルボ にミスリルの胴着を贈ったのはトーリンであったと語っている。
ピーター・ジャクソン監督による映画作品『ホビット』三部作において、トーリン役は英国人俳優リチャード・アーミティッジによって演じられている。

## 名前・称号
トールキンはトーリンの名前を古ノルド語 の『古エッダ』の冒頭の『巫女の予言』からとっている。「トーリン」（"Thorin"/Þorinn）という名前は、ドワーフの名前として第12スタンザに登場し、「オーケンシールド」（"Oakenshield"/Eikinskjaldi）という名前は第13スタンザに登場する。これらの名前は スノッリ・ストゥルルソンの 散文エッダ にも登場する。
トーリンはエレボールの正統なる世継ぎであり、「山の下の王」の称号を持つ。 この称号は、彼の死後ダインに引き継がれた。